# Iran Eori
Iran Eori (španski Irán Eory; Iran, 1937 – Meksiko, 2002) bila je meksička glumica rođena u Iranu kao Elvira Teresa Eori. Eori je bila Jevrejka.

## Filmografija
Iran je glumila u mnogim filmovima i telenovelama. Neki filmovi:
- Tres huchas para Oriente (1954.)
- Ensayo general para la muerte (1963.)
- Esa pícara pelirroja (1963.)
- Rogelia (1962.)
- Vuelve San Valentín (1962.)
- Sabían demasiado (1962.)
- Accidente 703 (1962.)
- Fray Escoba (1961.)

Neke telenovele:
- Aventuras en el tiempo (2001) - Violeta
- Por un beso (2000) - Carmen
- Za tvoju ljubav (1999) - Mama Paz
- Otimačica (1998) - Lourdes
- Gotita de amor (1998) - časna majka
- Sin ti (1997) - Mercedes
- Esmeralda (telenovela) (1997) - Sestra Piedad
- María la del Barrio (1995) - Victoria Montenegro de De la Vega
- Vuelo del águila, El (1994) - Agustina de Romero Rubio
- Prisionera de amor (1994) - Eloisa
- Entre la vida y la muerte (1993) - Aída
- Carrusel de las Américas (1992) - Doña Marcelina Rochild
- Pícara soñadora, La (1991) - Doña Marcelina